# 우종삼
우종삼(禹鍾三, 1965년 8월 28일 ~ )은 대한민국의 정치인이다. 제8·9대 전라북도 군산시의원이다.

## 학력
- 군산상업고등학교 졸업

## 경력
- 더불어민주당 전라북도당 IT융합건설기계발전 특별위원회 위원장
- 더불어민주당 전라북도당 평화통일 특별위원회 부위원장
- 2018.07 ~ 2022.06: 제8대 전라북도 군산시의회 의원
  - 제8대 군산시의회 전반기 의회운영부위원장
  - 제8대 군산시의회 전반기 행정복지위원
  - 제8대 군산시의회 1·2기 예산결산특별위원
- 2023.04 ~ : 제9대 전라북도 군산시의회 의원
  - 제9대 전라북도 군산시의회 행정복지위원회 위원
  - 제9대 전라북도 군산시의회 예산결산특별위원회 위원

## 역대 선거 결과
|  | 32.76% |

|  | 37.77% |